# Аделфат
Аделфат (на средногръцки: ἀδελφᾶτον или букв. братски) във Византия през XI – XV век се нарича правото на частно лице да получава доживотна издръжка от манастир, обикновено под формата на пожизнено ползване или обитаване на манастирски имот и/или получаване на част от неговите приходи като пожизнено изплащане на рента, наричана ситересий. Това право се придобивало обикновено пожизнено срещу заплащане на голяма сума или срещу дарение на недвижим имот на манастир най-вече от едри собственици, които желаят да осигурят подслон и издръжка за себе си или за членове на семействата си, след като се оттеглят от активна служба или в случай че имотите им бъдат отнети. За целта между манастира и лицето, което придобивало право на аделфат от него, бил сключван договор, в който се определят правата на страните, редът за използване на имотите и начинът на разпределение на рентата.
Лицето, което придобивало аделфат в даден манастир, се наричало аделфатарий, а по отношение на манастира аделфатариите могли да бъдат два вида:
- есомонити (ἐσωμονίται) – които, правейки дарение на манастира, сами ставали част от монашеската му общност, където се ползвали с особени привилегии;
- екзомонити (ἐξωμονίται) – мирски лица, които се ползвали с правото на аделфат, без да стават членове на монашеската общност.[1]

За първи път институтът на аделфата се появява през XI век, а до него обикновено прибягвали манастири, които изпитвали финансови затруднения. С времето правото на аделфат станало обект на прошения, дарения и покупко-продажби: така например Манганий Продром съставя цял поетичен цикъл в знак на благодарност за аделфата, който му бил учреден от император Мануил I в манастира в Мангана, за което Псевдо-Продром отправял многократно молби до императора. Въпреки че Теодор Валсамон не открива противоречие между аделфата и православните канони, от самото начало този вид финансово-имотни отношения предизвиквали критики, тъй като се смятало, че те насърчават симонията и отчуждението от християнския аскетизъм. Освен това в някои случаи аделфатът можел да се превърне във финансово бреме за манастирите и да стане причина за финансови загуби, а разпореждането с манастирски имоти от външни лица създавало предпоставки за външна намеса в манастирските дела. Поради това периодично са правени опити за ограничааването на института, за запазването на ненаследствения му характер, а в типиците на някои по-богати манастири – дори за неговата забрана.